# Tell Me Where It Hurts
Tell Me Where It Hurts è un singolo dei Garbage, pubblicato a livello mondiale dalla A&E Records. Il brano è stato scritto dai Garbage, alla fine della loro separazione momentanea.

## Distribuzione
Il video per Tell Me Where It Hurts è stato realizzato da Sophie Muller e messo in onda nel maggio 2007.

## Tracce
- UK 7" A&E Records WEA424

1. "Tell Me Where It Hurts" – 4:10
2. "Bad Boyfriend (Sting Like A Bee Remix)" – 5:03

- UK CDS A&E Records WEA424CD

1. "Tell Me Where It Hurts" – 4:10
2. "Betcha" – 4:39

- UK DVDS A&E Records WEA424DVD

1. "Tell Me Where It Hurts" – 4:10
2. "Tell Me Where It Hurts (Video)" – 4:13
3. "Tell Me Where It Hurts (Making Of)" – 5:09

## Remix ufficiali
1. "versione Album" – 4:10
2. "Guitars Up - Single edit" – 3:45
3. "Un Belle du Jour mix" – 4:18
4. "Orchestral - Single edit" – 3:48

## Classifiche
| Year | Chart                     | Peak position |
| ---- | ------------------------- | ------------- |
| 2007 | Lituania                  | 24            |
| 2007 | Macedonia Top 30          | 1             |
| 2007 | Romania Top 100           | 80            |
| 2007 | Turchia                   | 1             |
| 2007 | UK singles chart          | 50            |
| 2007 | UK physical release chart | 15            |